# ВЕС Альфа-Фентус
ВЕС Альфа-Фентус (нім. Offshore-Windpark alpha ventus) — перша німецька офшорна вітроелектростанція, споруджена в Північному морі за 35 км від острова Боркум (один із Фризьких островів) та за 60 км від узбережжя країни.
Проект, реалізований у 2009 році в районі з глибиною моря до 30 метрів, мав ряд особливостей, як то використання двох різних типів турбін (до того ж великою на той час потужністю 5 МВт) та двох типів фундаментів. Над ним працювала значна кількість суден, які виконували окремі операції.

## Турбіни Adwen AD 5-116
Одну частину станції обладнали шістьма вітроагрегатами Adwen AD 5-116 (раніше створені компанією AREVA Wind як Multibrid M5000). Під них встановили фундаменти у вигляді масивних триног (tripods) вагою по 760 тонн та висотою 45 метрів, кожна з яких кріпилась на трьох палях довжиною 40 метрів та вагою 100 тонн. Для монтажу фундаментів первісно законтрактували плавучий кран Samson, проте він не зміг впоратись із завданням, через що довелось залучити плавучий кран великої вантажопідйомності Taklift 4. Що стосується паль, то їх споруджувало самопідіймальне судно Odin. Воно ж встановило нижні секції башт, тоді як верхні секції, гонодоли ти лопаті вітроагрегатів монтувала баржа JB-114. Турбіни з діаметром ротора 116 метрів встановлені на баштах висотою 90 метрів.
У жовтні 2010 року на цих вітроагрегатах провели заміну гондол, викликану проблемами із їх надмірним нагрівом.

## Турбіни Senvion 5M
Іншу частину станції обладнали шістьма вітроагрегатами Senvion 5M (відомі також під попередньою назвою REpower 5M). Для них обрали інший тип фундаментів (причому знов не із числа найбільш розповсюджених у офшорній вітроенергетиці монопальних) — з використанням ґратчастих опорних елементів («джекетів»). Спершу самопідіймальна баржа JB-115 розмістила на дні шаблони, які допомогли судну Buzzard провести спорудження паль довжиною по 40 метрів (по 4 на кожен «джекет»). Самі опорні основи вагою по 500 тонн та висотою 45 метрів встановив плавучий кран Thialf (на той момент найбільше судно такого типу в світі з вантажопідйомністю в 14 000 тонн, яке було законтрактоване за відсутності вільних кранів з меншими характеристиками). Власне вітрові агрегати змонтувало судно Goliath. Турбіни з діаметром ротора 126 метрів встановлені на баштах висотою 92 метри.

## Видача продукції
Видача продукції відбувається через офшорну трансформаторну підстанцію, яка підіймає напругу до 110 кВ. Для її встановлення самопідйомне судно Odin спорудило 4 палі довжиною по 35 метрів та вагою 100 тонн. На них плавучий кран Taklift 4 опустив опорну основу вагою 500 тонн, яку самостійно доставив на стропах за 80 миль із Вільгельмсгафену. Потім він доставив з Емсгафену та змонтував надбудову вагою 700 тонн, котра включає кілька палуб (на верхній зокрема розташований майданчик для гелікоптерів).
Головний експортний кабель прокладали одразу кілька суден. Основну ділянку довжиною 47,5 км спорудило судно Team Oman, тоді як кабелеукладальна баржа Oceanteam Installer виконала роботи на 5 км мілководної ділянки, а Giulio Verne проклало 6 км кабелю на завершальному етапі траси.

## Учасники проекту
ВЕС споруджена консорціумом Deutsche Offshore-Testfeld und Infrastruktur (DOTI), сформованим компаніями EWE (47,5 %), E.ON (26.25 %) та Vattenfall (26.25 %).
Загальні інвестиції в проект склали 250 млн євро.